# Petrina Price
Petrina Price (Petrina May Price; * 26. April 1984 in Greenacre, New South Wales) ist eine australische Hochspringerin.
Sie gewann Silber bei den Jugendweltmeisterschaften 2001 und Bronze bei den Juniorenweltmeisterschaften 2002.
2002 wurde sie Sechste bei den Commonwealth Games in Manchester. Bei den Olympischen Spielen 2004 schied sie in der Qualifikation aus. 2006 kam sie bei den Commonwealth Games in Melbourne auf den neunten Platz. Bei den Leichtathletik-Weltmeisterschaften 2009 in Berlin kam sie nicht über die Vorrunde hinaus.
Bislang wurde sie fünfmal australische Meisterin (2002–2004, 2009, 2010).
Petrina Price ist 1,83 m groß und wiegt 55 kg. Sie wird von Peter Lawler trainiert und startet für Athletics Wollongong.

## Persönliche Bestleistungen
- Hochsprung: 1,94 m, 8. August 2009, Cottbus
  - Halle: 1,86 m, 6. März 2004, Budapest